# Саранча перелётная
Перелётная саранча, или азиатская саранча (лат. Locusta migratoria) — вид прямокрылых из семейства настоящих саранчовых (Acrididae).
Полифаг. Вредит полевым, огородным, садовым, лесным, овощным, бахчевым, ягодным, и различным техническим культурам. Стадная форма мигрирует на расстояние до 300 км. Ареал охватывает обширные территории Европы, Азии, Африки. На этой территории вид образует 7 подвидов. В России встречаются два из них, Locusta migratoria migratoria и Locusta migratoria rossica.

## Описание
Крупное насекомое, длина тела самцов от 35 до 55 мм, у самок — от 40 до 65 мм. Длина надкрыльев самцов 43—56 мм, самок 49—61 мм. Общая окраска варьирует. Обычно она зелёная, коричневая, желтовато-зелёная или серая. Надкрылья блестящие и отчётливо длиннее конца брюшка. Мандибулы синего цвета. Крылья бесцветные, кроме слабо выраженного дымчатого оттенка и чёрных жилок. Нижняя часть внутренней стороны задних бедер коричневатого, иссине-чёрного цвета. Задние голени желтоватой окраски, бежевые или красные. Переднеспинка дуговидно изогнута у одиночных имаго и седловидная у стайных, с выпуклым, прямым или слегка вогнутым килем. Ноги зелёные с чёрной полоской.
Личинки разных фаз также отличаются: зелёной окраски у одиночных. У стайных они серые у первого возраста при скучивании, затем темнеют и становятся оранжевыми с чёрным на более поздних личиночных стадиях.
В последние годы Locusta migratoria и Schistocerca gregaria начинают обретать некоторое хозяйственное значение, прежде всего как кормовой объект для экзотических домашних животных, и использование этого кормового объекта стремительно набирает популярность. Примечательно, что стоимость 100-шт. предимаго саранчи в зоомагазинах Европы примерна равна или даже превышает стоимость многих культур выращиваемых на 1-га. с\х земель.
Кроме того сама саранча рассматривается в первых рядах потенциального порядка видов пригодных для употребления в пищу человеком.
В мире существует уже множество ферм специализированных на разведению саранчи, и они процветают.
Авангардные ученые рассматривают разработку мобильных сублиматоров и морозильных установок применимых именно для заготовки саранчи.

## Распространение
Ареал охватывает Европу, Малую Азию, Северную Африку, Северный Китай, Корею. Распространена на юге Европейской части России и на Кавказе, в Средней Азии, в Казахстане, в южной части Западной Сибири.

## Подвиды
К этому виду относятся 4 подвида:
- Locusta migratoria migratoria — Западная и Центральная Азия, Восточная Европа
- Locusta migratoria migratorioides — Африка и Атлантические острова
- Locusta migratoria capito — Мадагаскар
- Locusta migratoria manilensis — Восточная Азия